# Rights Protection System
Das Rights Protection System (RPS) ist ein im September 1999 vom Bundesverband der Phonographischen Industrie (BPI bzw. Deutsche IFPI) vorgestelltes Contentfilter-System, das Urheberrechtsverletzungen im Internet eindämmen soll.

## Funktionsweise
Während Kryptographie (Digitale Rechteverwaltung) verhindern soll, dass Werke auf eine andere als die vom Rechteinhaber autorisierte Weise genutzt werden, sollen Wasserzeichen dazu dienen, Werke ausfindig zu machen, die einem Kryptosystem entnommen und unverschlüsselt ins Netz gegeben wurden, so wählt der BPI einen dritten Weg. Er durchsucht das Netz nach Musikstücken, die ohne Genehmigung der betreffenden Plattenfirmen angeboten werden. Befindet sich der Server in Deutschland, fordert er den Betreiber auf, die Dateien zu entfernen. Nach dem Teledienstegesetz ist der Provider dann für fremde Inhalte verantwortlich, wenn er von einem Urheberrechtsverstoß in Kenntnis gesetzt wird und technisch in der Lage ist, die Nutzung zu verhindern (Notice-and-Takedown).
Auf diese Weise wurden bis Anfang 2001 mehr als 2.000 deutsche Websites geschlossen. Befindet sich der Server jedoch im Ausland, etwa in Osteuropa oder Südamerika, so hat der BPI diese rechtliche Handhabe in vielen Fällen nicht. Wenn der BPI nicht gegen die illegalen Dateien selbst vorgehen kann, möchte er zumindest verhindern, dass deutsche Internetnutzer darauf zugreifen können. Das vorgeschlagene RPS soll dazu den gesamten grenzüberschreitenden Datenverkehr überwachen und die als illegal identifizierten Dateien außen vor halten.
Das geplante System gleicht technisch den Filterungsverfahren, die zum Jugendschutz gegen Pornografie verwendet werden: Eine von Hand zusammengestellte Liste von URLs kann durch den Filter nicht mehr aufgerufen werden.
Ähnliche Systeme sind die Firewalls von Unternehmen und Universitäten, die verhindern sollen, dass Angestellte und Studenten auf Unterhaltungsinformationen zugreifen sollen, oder die Zensur-Gateways von Ländern wie der Volksrepublik China oder Singapur.
Alle deutschen Provider, die über eine Verbindung ins Ausland verfügen (nach IFPI-Angaben nicht mehr als 50 bis 70), sollen RPS-Server aufstellen. Der gesamte Datenverkehr würde dort zunächst zwischengespeichert, um ihn zu filtern. Die URL-Negativliste mit den bekannten, vermeintlich gegen das Urheberrecht verstoßenden Adressen soll bis zu stündlich aktualisiert, von den Rechteinhabern bestückt und nach Möglichkeit von staatlicher Seite, wie etwa den Zollbehörden, verwaltet werden.
Fände das RPS im durchfließenden Datenverkehr eine URL aus der Liste, würde sie den Zugang sperren. Die deutsche IFPI sieht dies als eine „virtuelle Grenzbeschlagnahme“ an. Nach Abschluss des laufenden Feldversuchs will die IFPI alle Internetprovider mit Border-Gateway-Routern ansprechen, damit sie dieses System installieren. Dabei wies ihr Justiziar darauf hin, dass die Provider hierzu gesetzlich verpflichtet seien, da mit dem RPS eine solche Filterung „technisch möglich und zumutbar“ sei.
Es ist technisch relativ einfach möglich, ein solches System zu umgehen, würden Anbieter und Nutzer von nicht autorisierten Inhalten eine Verschlüsselung verwenden, die Daten per E-Mail verschicken, die URLs von Zugängen aus dem Ausland aufrufen oder ihre Server in kurzen Abständen wechseln, wie bei Anbietern von Pornografie üblich.

## Probleme und Kritik
Die RPS-Pläne haben abseits der Fachwelt kaum Reaktion ausgelöst.
Dennoch ergeben sich Probleme aus den politischen Implikationen. Die Vorstellung, dass eine Industrievereinigung im Interesse ihrer Mitglieder die Funktionalität einer öffentlichen Infrastruktur für alle Internetnutzer in Deutschland beschneiden will, sehen Kritiker als skandalös an. Die Industrie ist sich der Brisanz eines solchen Systems bewusst: „Die Gefahr, in die Zensurecke gedrängt zu werden, ist groß“, fürchtet ein Sprecher des BPI.
Mit dem Namen Rights Protection System soll womöglich eine Assoziation zu der Mitte der 1990er Jahre heftig geführten Debatte über Filterung vermieden werden. Manche Experten waren damals der Ansicht, dass Filterung auf dem Rechner des Endanwenders und unter dessen Kontrolle ein gutes Hilfsmittel für die informationelle Selbstbestimmung, jede Filterung an einer vorgelagerten Stufe (beim Internetprovider oder Gateway) aber abzulehnen sei.
Zum anderen ist der Name irreführend, weil das System weder Inhalte vor Urheberrechtsverstößen schützt, noch gegen Websites vorgeht, die Inhalte anbieten, die die Rechteindustrie nicht zu schützen in der Lage war.
Weiter wird kritisiert, dass die Musikindustrie die Lösung ihres Partikularproblems als nationales Schutzsystem anpreist, das, einmal etabliert, auch den Zoll- und Strafverfolgungsbehörden sowie dem Fiskus dienen soll. Der IFPI-Justiziar Nils Bortloff behauptete, dass das RPS helfe, das nationale Recht im Internet umzusetzen. Es eigne sich nicht nur zum Schutz des Urheberrechts, sondern könne auch gegen den Vertrieb illegaler Produkte oder rechtswidrigen Materials eingesetzt werden.